# Максимович, Василий Николаевич
Василий Николаевич Максимович (1832 — не ранее 1914) — командир 2-го и 3-го армейских корпусов, член Александровского комитета о раненых, генерал от инфантерии. 

## Биография

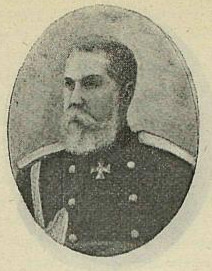

Максимович родился 1 января 1832 года и происходил из дворян Полтавской губернии. Получив образование в 1-м Московском кадетском корпусе, он 3 июня 1849 года был выпущен прапорщиком в лейб-гвардии Измайловский полк. 6 декабря 1852 года произведён в подпоручики.  Окончив в 1854 году Императорскую Военную академию и произведённый в поручики (22 августа), Максимович 27 марта 1855 года был переведён в Генеральный штаб чином штабс-капитана и по 10 сентября 1855 года состоял для особых поручений при генерал-квартирмейстере Южной и Крымской армий. С 10 сентября 1855 года он был исправляющим должность квартирмейстера 2-й драгунской дивизии, с 26 мая 1856 — 14-й пехотной дивизии, а с 8 июня 1856 года по 20 января 1862 года являлся дивизионным квартирмейстером 5-й кавалерийской дивизии, будучи 30 августа 1858 года произведён в капитаны, а 20 января 1862 года — в подполковники.
С 22 января 1862 года Максимович занимал должность штаб-офицера для поручений при штабе 3-го армейского корпуса, а 12 мая того же года был назначен начальником штаба 3-й кавалерийской дивизии и в этой должности принял участие в подавлении восстания в Польше в 1863 — 1864 годах.
C 22 января по 3 сентября 1864 года Максимович занимал пост начальника штаба резервной кавалерии, а после её упразднения был назначен начальником штаба местных войск Киевского военного округа и 4 апреля 1865 года произведён в полковники. 14 декабря 1869 года он был назначен Волынским губернским воинским начальником и 30 августа 1875 года произведён в генерал-майоры. В должности губернского воинского начальника Максимович пробыл почти 12 лет, а после её упразднения с 17 октября 1881 года по 1 августа 1882 года состоял за штатом.
1 августа 1882 года он был назначен начальником штаба Восточно-Сибирского военного округа и занимал этот пост до разделения округа на Приамурский и Иркутский военные округа, когда 14 июня 1884 года занял пост начальника штаба Иркутского военного округа.
С 9 июня 1885 года Максимович являлся командующим 5-й пехотной дивизией, а 30 августа того же года был произведён в генерал-лейтенанты с утверждением в должности начальника дивизии. В 1889 году ему было объявлено Монаршее благоволение, в 1891 году он получил знак отличия за ХL лет беспорочной службы. 18 ноября 1892 года Максимович занял пост командира 2-го армейского корпуса, в 1897 году ему была объявлена Высочайшая благодарность, 1 января 1898 года был перемещён на должность командира 3-го армейского корпуса и 6 декабря того же года произведён в генералы от инфантерии.
29 мая 1899 года Максимович был определён в число членов Александровского комитета о раненых. В 1903 году он получил знак за L лет беспорочной службы. В конце 1905 года военный министр А. Ф. Редигер пришёл к выводу о необходимости принципиально сократить состав Военного совета и Александровского комитета о раненых, дошедших до 50 членов каждый.

В отношении Комитета пришлось руководствоваться справкой о том, кто из его членов фактически бывает на его заседании и сведениями о предыдущей службе

3 января 1906 года 74-летний генерал Максимович был уволен от службы с пенсией и правом ношения мундира действительной службы. Он был ещё жив в 1914 году, вскоре после начала Первой мировой войны.

## Награды
За свою службу Максимович был награждён многими орденами, в их числе:
- Орден Святой Анны 2-й степени (1869 год)
- Орден Святого Владимира 3-й степени (1872 год)
- Орден Святого Станислава 1-й степени (1875 год)
- Орден Святой Анны 1-й степени (1878 год)
- Орден Святого Владимира 2-й степени (1884 год)
- Орден Белого орла (1889 год)
- Орден Святого Александра Невского (6 декабря 1897 года; бриллиантовые знаки этого ордена пожалованы 3 июня 1899 года)
- Орден Святого Владимира 1-й степени (6 декабря 1904 года)